# 1998–1999-es magyar női labdarúgó-bajnokság (másodosztály)
A magyar női labdarúgó-bajnokság másodosztályában 1998–99-ben kilenc csapat küzdött a bajnoki címért. A bajnoki címet a Viktória FC szerezte meg és került az NB I-be.

## Végeredmény
| #  | Csapat                  | M  | GY | D | V  | G+ – G– | GK  | P  | Megjegyzések |
| -- | ----------------------- | -- | -- | - | -- | ------- | --- | -- | ------------ |
| 1. | Viktória FC-Szombathely | 16 | 16 | 0 | 0  | 58–2    | +56 | 48 | NB I         |
| 2. | Debreceni VSC           | 16 | 11 | 2 | 3  | 58–9    | +49 | 35 | NB I         |
| 3. | Hungária-Viktória SC    | 16 | 8  | 3 | 5  | 25–17   | +8  | 27 |              |
| 4. | Terán NFK-Győr          | 16 | 8  | 2 | 6  | 44–28   | +16 | 26 |              |
| 5. | László Kórház II        | 16 | 8  | 1 | 7  | 21–36   | −15 | 25 |              |
| 6. | Mottó FC-Győr           | 16 | 6  | 1 | 9  | 23–36   | −13 | 19 |              |
| 7. | Miskolci VSC            | 16 | 5  | 2 | 9  | 23–27   | −4  | 17 |              |
| 8. | Abádszalók SE           | 16 | 1  | 4 | 11 | 8–48    | −40 | 7  |              |
| 9. | Jászdózsai NFC          | 16 | 1  | 1 | 14 | 5–63    | −58 | 4  |              |
| –. | Pentele-Dunaújváros     | 0  | 0  | 0 | 0  | 0–0     | 0   | 0  | visszalépett |

Utolsó frissítés: 1999. június 30. 
Forrás: RSSSF - Hungary (Women) 1998/99 
A rangsorolás alapszabályai: 1. összpontszám, 2. győzelmek száma, 3. egymás elleni eredmények összpontszáma,  4. egymás elleni eredmények gólkülönbsége, 5. egymás elleni eredmények szerzett góljainak száma 6. gólkülönbség, 7. szerzett gólok száma.
(B): Bajnokcsapat, (K): Kieső csapat, (F): Feljutó csapat, (I): Kupainduló, (R): A rájátszás győztese, (KGY): Kupagyőztes